# Erich Schmid (Komponist)
Erich Schmid (* 1. Januar 1907 in Balsthal, Kanton Solothurn; † 17. Dezember 2000 in Zürich) war ein Schweizer Dirigent und Komponist.

## Leben
Schmid wuchs als Sohn des protestantischen Pfarrers von Balsthal auf und besuchte von 1922 bis 1926 das Lehrerseminar in Solothurn. Dort erhielt er Unterricht bei Max Kaempfert. Nach kurzer Tätigkeit als Primarlehrer besuchte Schmid ab 1927 das Hoch’sche Konservatorium in Frankfurt a. M. (Studium bei Bernhard Sekles, Fritz Malata und bei Hermann Ritter von Schmeidel (1894–1953)). Von 1928 bis 1932 war er Stipendiat der Mozart-Stiftung (Frankfurt), erste Werke wurden im Rundfunk ausgestrahlt. Durch diese Erfolge angespornt, entschied er sich, 1931 bis 1933 die Meisterklasse bei Arnold Schönberg in Berlin zu besuchen. Nachdem er aus politischen und finanziellen Gründen in die Schweiz zurückgekehrt war, übernahm er 1934 in der Nachfolge von Jacob Gehring die Stelle des Musikdirektors in Glarus, die er bis 1949 innehatte. Sein kompositorisches Schaffen trat ab 1940 stark zugunsten des Dirigierens zurück, 1949 konnte er die Leitung des Tonhalle-Orchesters in Zürich übernehmen, und von 1950 bis 1974 war er auch Leiter des Gemischten Chores Zürich (Gemischter Chor Zürich). Er gab die Leitung des Tonhalle-Orchesters 1956 ab und führte dann bis 1970 das Radioorchester Beromünster. Ausserdem hatte er 1963 bis 1973 einen Lehrauftrag an der Musik-Akademie der Stadt Basel für das Fach Dirigieren. Zahlreiche Dirigate führten ihn nach England, Israel, Ungarn, Deutschland, Dänemark und andere Länder. 1990 verlieh ihm die Stadt Zürich die Hans-Georg-Nägeli-Medaille.

## Werke
- Sonatine, op. 1 (1929) für Violine und Klavier
- Suite, op. 2 (1929/30) für Mezzosopran und Kammerorchester
- Drei Sätze, op. 3 (1930/36) für Orchester; Tondokument Radio-Sinfonieorchester Basel, Direktion Mark Andreas Schlingensiepen; Stadtcasino Basel, 11. September 1993; in: Fonoteca Svizzera Lugano (BSFILE20887) https://www.fonoteca.ch/cgi-bin/oecgi4.exe/inet_fnbasedetail?REC_ID=20887.046&LNG_ID=DEU
- Streichquartett, op. 4 (1930–1931/34) (In modo classico) für Streichquartett
- Trio, op. 5 (1931) für Klarinette, Violoncello und Klavier
- Sechs Stücke, op. 6 (1932) für Klavier
- Suite Nr. 1, op. 7 (1931) für Blasorchester
- Zwei Sätze (Sonatine II), op. 8 (1932–1938) für Violine und Klavier
- Widmungen, op. 9 (1933–1935). Fünf kleine Stücke für Klavier
- Notturno, op. 10 (1935) für Oboe, Bassklarinette, Violine und Violoncello
- Rhapsodie, op. 11 (1936) für Klarinette und Klavier
- Six etudes pour harpe (1937)
- Drei Gesänge, op. 12 (1938–1941) für Bariton und Klavier
- Kleines Hauskonzert, op. 13 (1937–1940). Zwölf Stücke für verschiedene Instrumente
- Fünf Bagatellen, op. 14 (1943) für Klavier
- Vier Chöre, op. 15 (1930–1940) für Chor a cappella
- Mura, op. 16 (1955). Kleines Trio für Flöte, Violine, Violoncello

## Schriften
- Erich Schmid: Lebenserinnerungen (Hrsg.: Lukas Näf). Bd. 1: Autobiographie, Bd. 2: Briefe, Bd. 3: Konzertprogramme und Radioaufnahmen; Peter Lang, Bern 2014; (Zürcher Musikstudien, Band 8); ISBN 978-3-0343-0533-4.
- Ein Jahr bei Arnold Schönberg in Berlin. In: Melos. Band 4, 1974, S. 190–203.
- Studie über Schönbergs Streichquartette II. Streichquartett in fis-Moll Op. 10. In: Schweizerische Musikzeitung. 3, 1934, S. 84–91.
- Studie über Arnold Schönbergs Streichquartette. III. Streichquartett, Op. 30. In: Schweizerische Musikzeitung. 5, 1934, S. 155–163.
- Studie über Schönbergs Streichquartette. In: Schweizerische Musikzeitung. 1, 1934, S. 1–8.